# 改革大道
19°26′04″N 99°09′07″W / 19.43444°N 99.15194°W

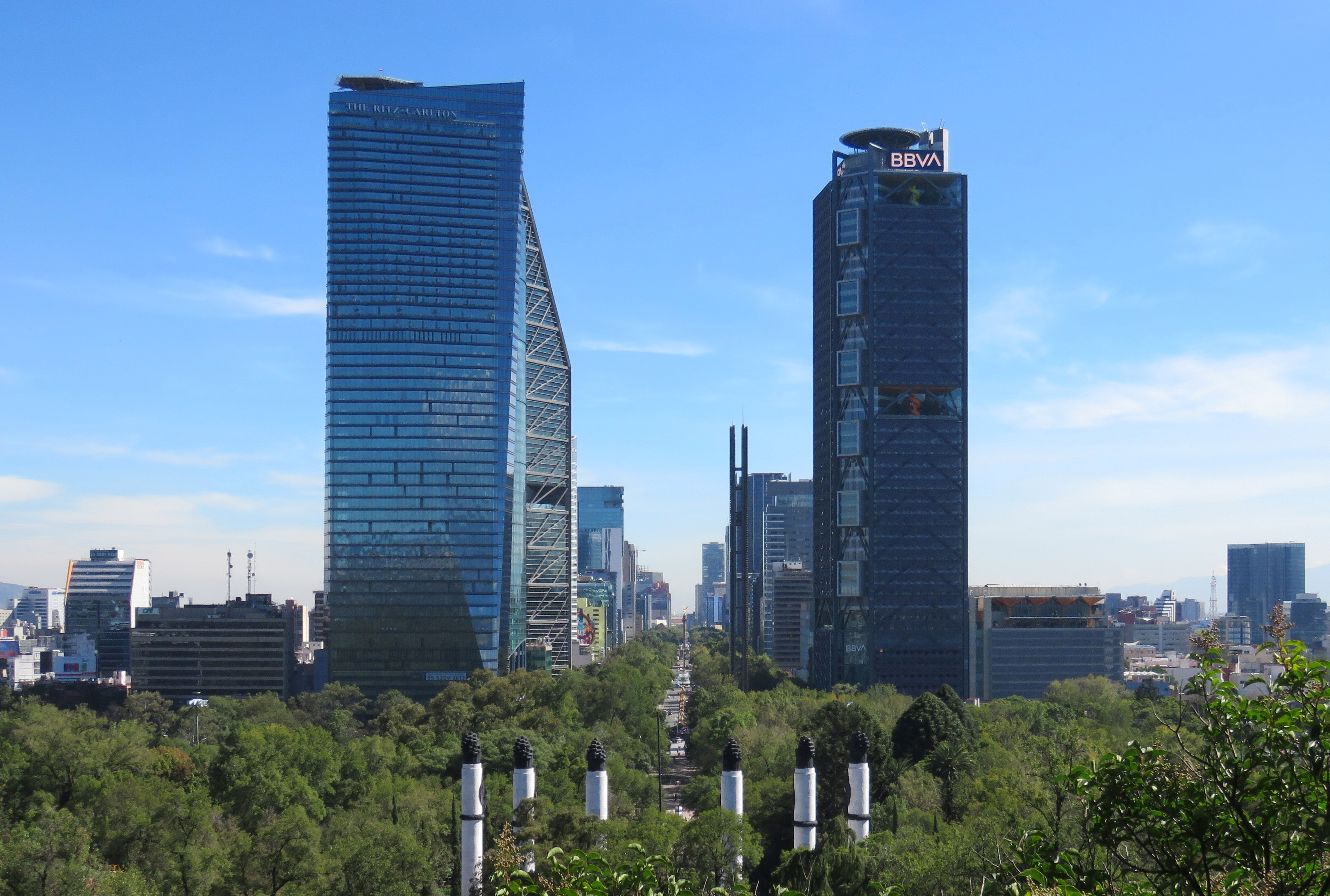
从查普尔特佩克城堡望去的改革大道，摄于2014年

改革大道（西班牙語：Paseo de la Reforma，或按西班牙语發音譯為雷法尔瑪大道）是墨西哥城一条12公里长的大道，建于1860年代（墨西哥第二帝国时期），由马西米连诺一世下令修建，揭幕时命名為皇后大道（Paseo de la Emperatriz），以尊荣他的配偶卡洛塔皇后。如今，这个名字是为了纪念19世纪墨西哥总统贝尼托·胡亚雷斯的自由化改革。
这条宽阔的大道呈一条直线，对角穿过整个城市。它模仿欧洲的林荫大道（Boulevard），例如维也纳的戒指路和巴黎的香榭丽舍大街。马西米连诺一世希望将他的住所查普尔特佩克城堡，与市中心的国家宫直接相连。它起于查普尔特佩克公园，经主塔大廈和玫瑰区，然后到宪法广场。 
在现代，改革大道继续延伸。向东北延伸到特拉特洛尔科，然后分为瓜达卢佩路和奥秘路，到达瓜达卢佩圣母殿。向西，它穿过查普尔特佩克公园，到达郊区。
沿改革大道，有许多纪念墨西哥历史和美洲历史上的人物和事件的纪念雕塑，包括夸烏特莫克、西蒙·玻利瓦尔、何塞·德·圣马丁和哥伦布，以及墨西哥石油国有化纪念喷泉。其中最著名的是独立纪念柱。在其中段附近，还有革命纪念碑。一些墨西哥革命英雄的遗体安葬于此。
改革大道是墨西哥人庆祝和抗议的传统地点。大多数抗议集会从独立纪念柱沿改革大道至宪法广场。独立纪念柱环岛是墨西哥国家足球队庆祝胜利的传统地点。

## 图片

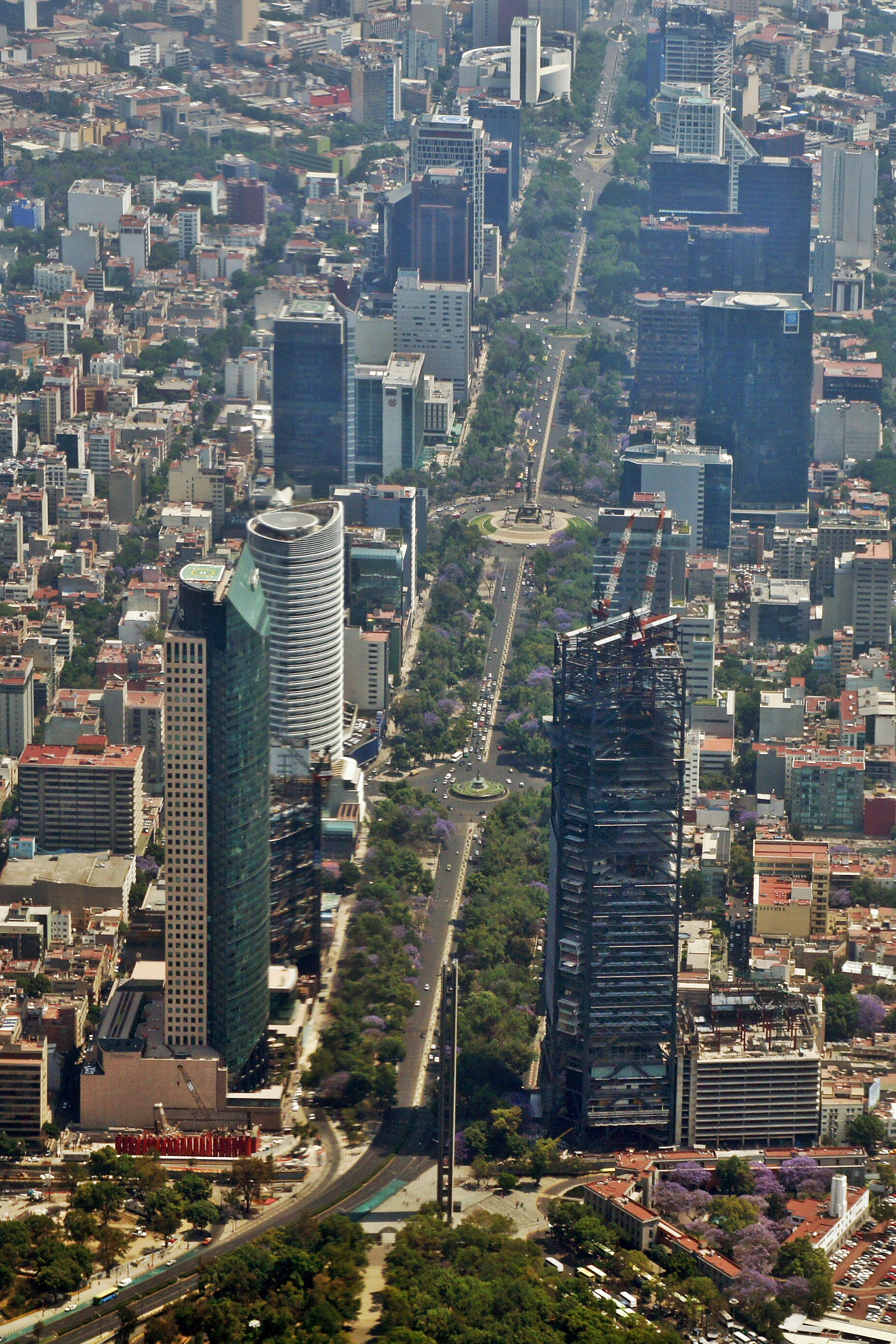
俯瞰改革大道
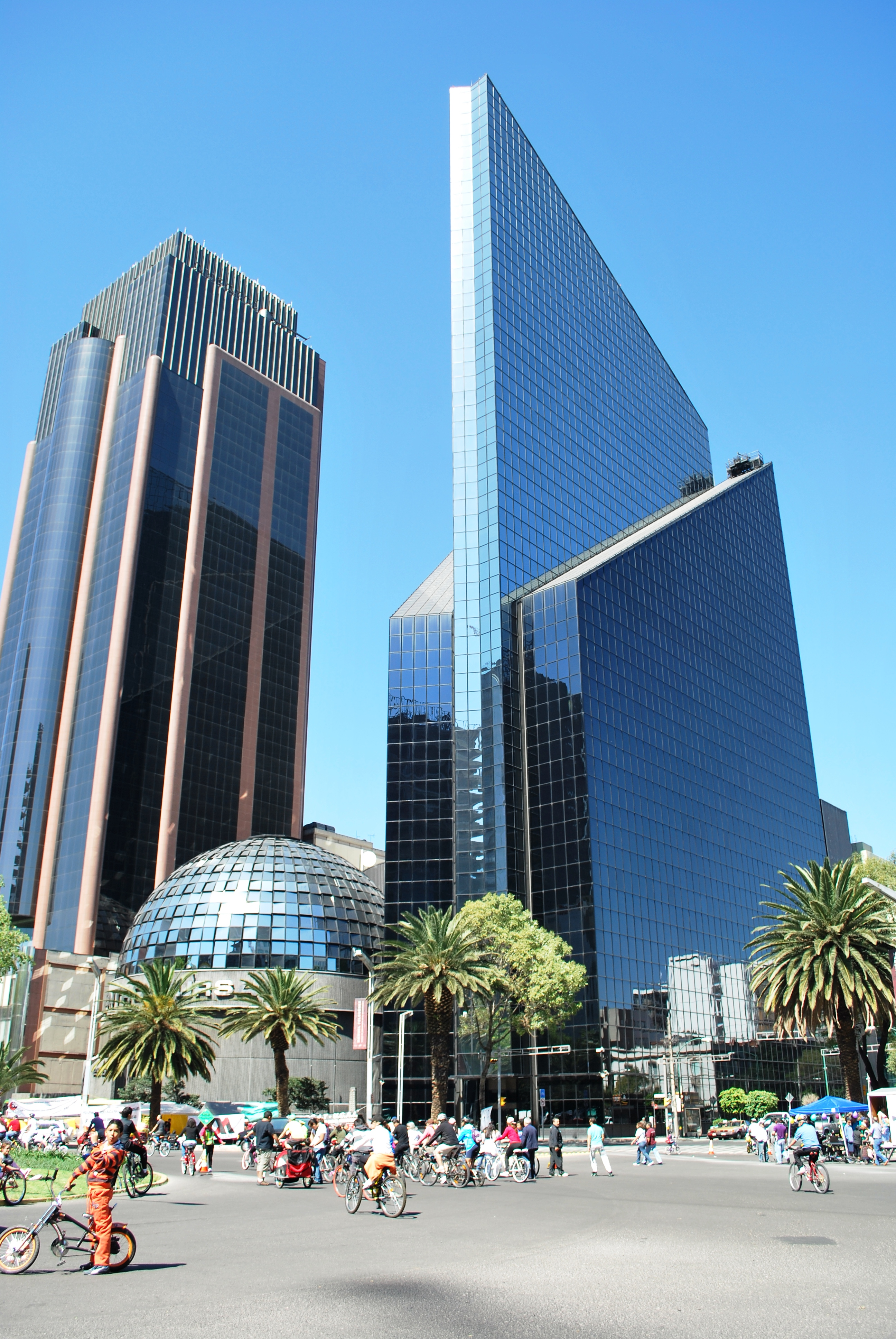
墨西哥證券交易所
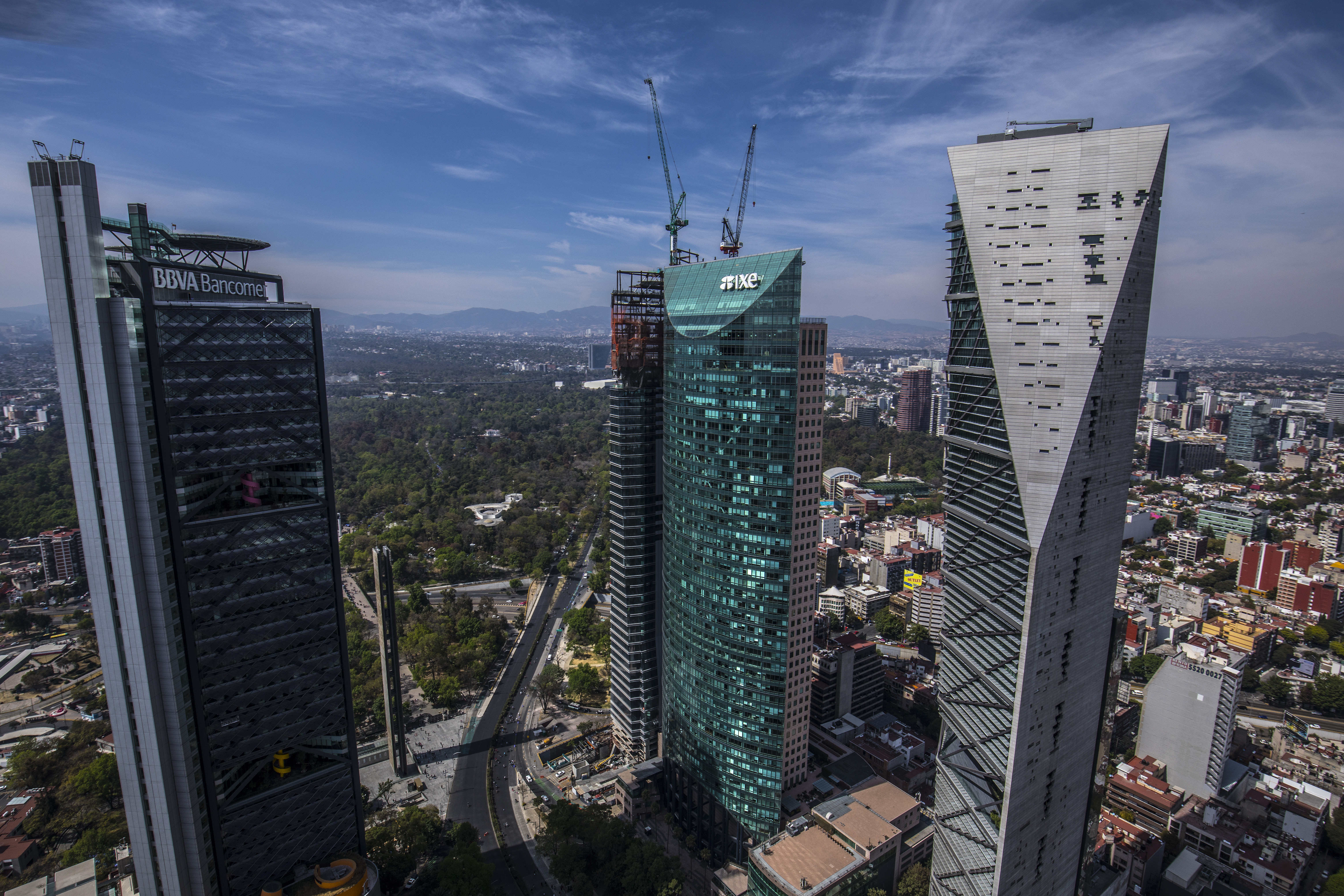
BBVA大厦、Torre Mayor、改革大厦
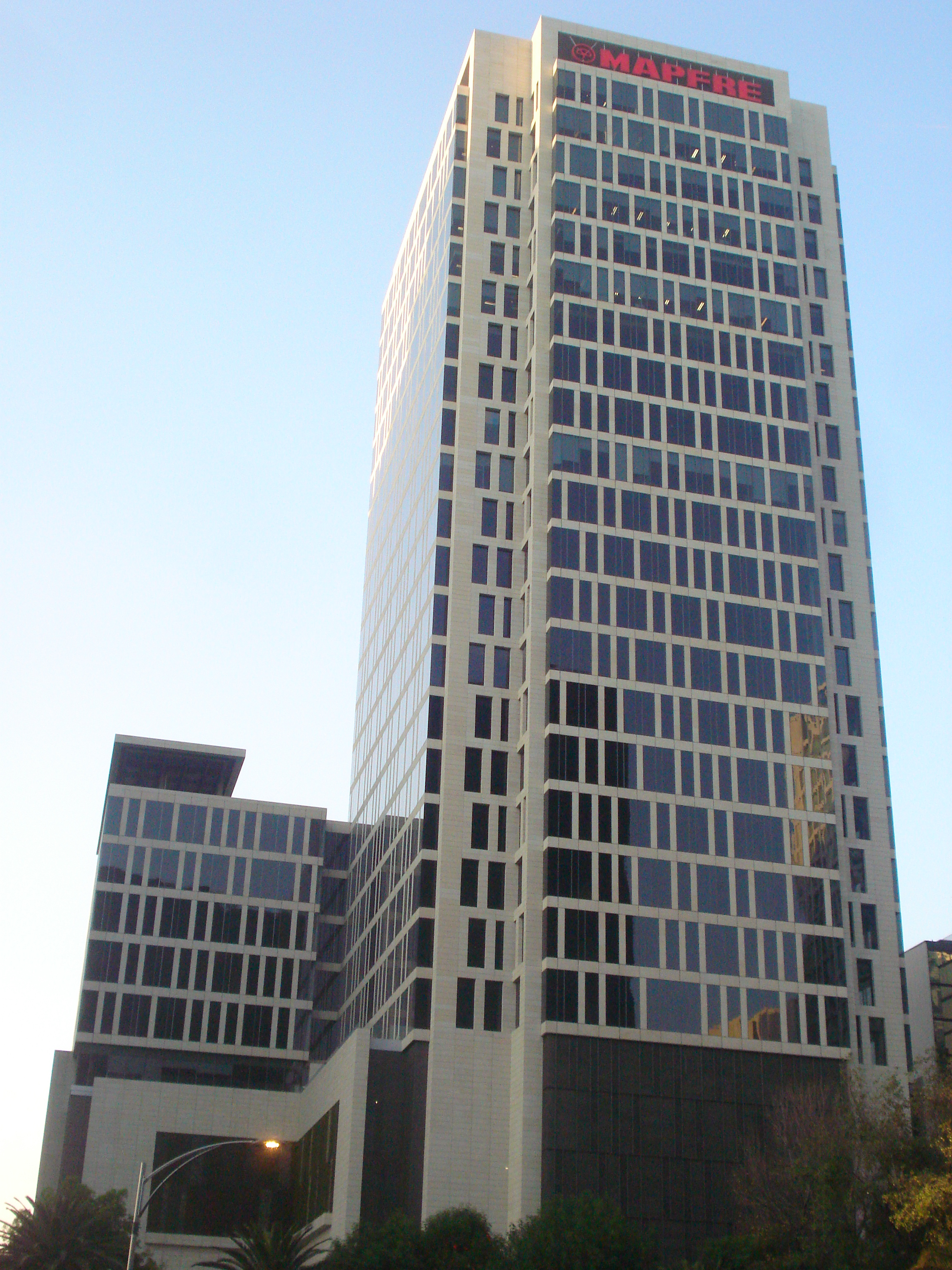
曼弗雷大厦（西班牙语：Torre Mapfre (México)）
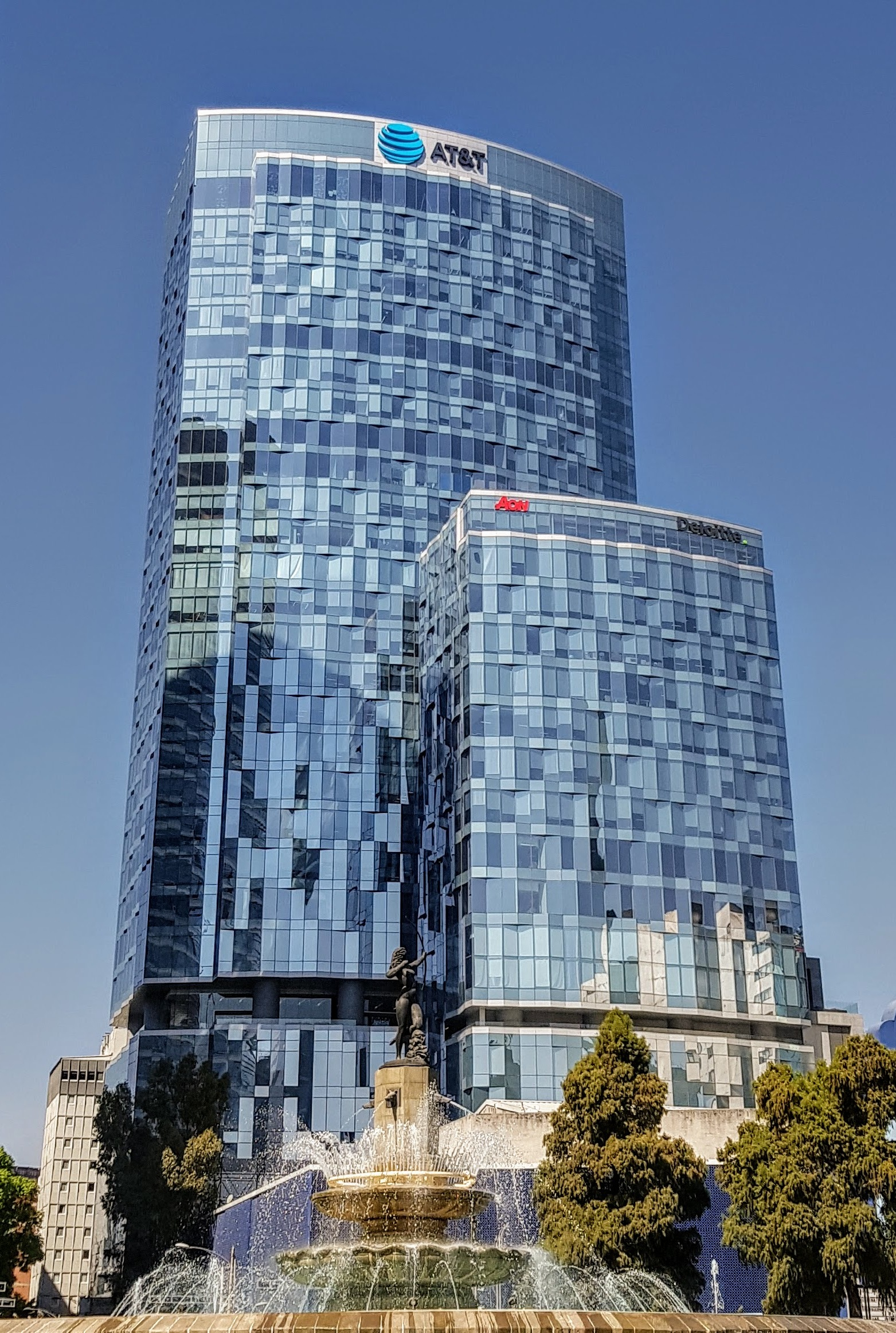
AT&T大厦
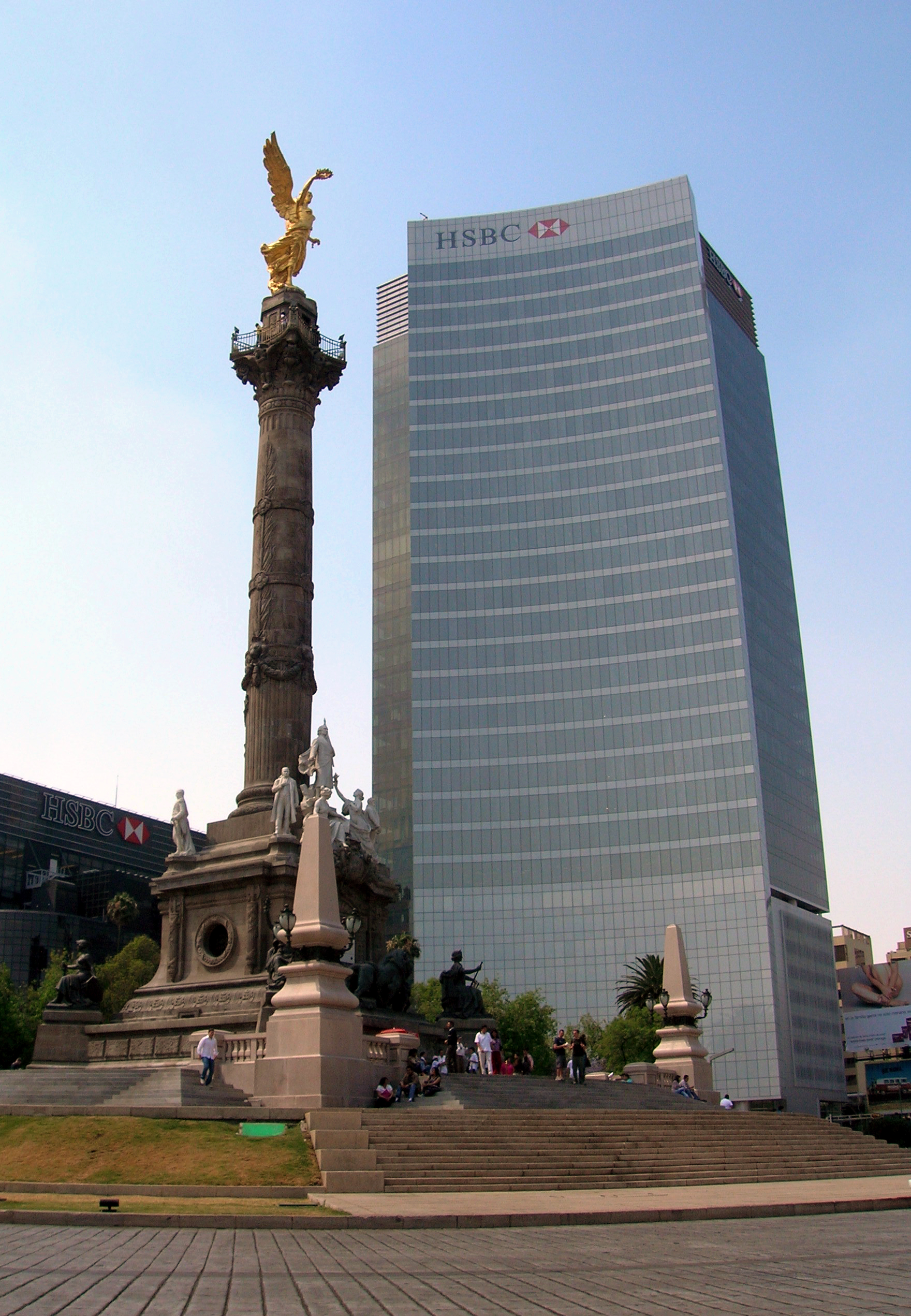
汇丰银行大厦和獨立紀念柱